# 990 Yerkes
A 990 Yerkes (ideiglenes jelöléssel 1922 MZ) a Naprendszer kisbolygóövében található aszteroida. George Van Biesbroeck fedezte fel 1922. november 23-án.